# روي هيث
روي هيث (بالإنجليزية: Roy Heath) (13 أغسطس 1926، جورج تاون في غيانا - 14 مايو 2008، لندن في المملكة المتحدة)؛ محامي وروائي غياني.